# Drakan
Drakan es una saga de videojuegos del género acción-aventura  desarrollada por Surreal Software que toma lugar en un mundo de fantasía al cual los jugadores se refieren a él simplemente como "Drakan". Fueron publicados dos títulos:
- Drakan: Order of the Flame (1999, PC)
- Drakan: The Ancients' Gates (2002, PS2)

## Mundo
El mundo de Drakan es un planeta ficticio con una gran variedad de ecosistemas, de manera similar al planeta Tierra, albergando varias formas de vida que van desde los dragones hasta los humanos. Es uno de los dos planetas que giran alrededor de un único sol y que además posee cuatro lunas compartidas con su planeta vecino, Sessool, siempre visible durante el día y la noche.

## Historia
Hace mucho tiempo, el mundo de Drakan fue atormentado por una guerra interminable entre todas las tribus y razas existentes, pero la pelea más salvaje fue la que se dio entre dragones y humanos, las dos razas superiores del universo. Luego de varios siglos de lucha, ambas razas se dieron cuenta de que solo una paz mutua era la clave del futuro, y poco a poco cesaron las hostilidades. A medida que crecía la confianza entre humanos y dragones, se creó un nuevo símbolo de paz y apoyo mutuo: la Alianza. La Alianza era un ritual mágico que unía a un humano y un dragón para que sus espíritus se entrelazaran por siempre.
Aquellos que fueron Enlazados, formaron la Orden de la Llama, una organización voluntaria de pacificadores y malvados que pronto difundió su filosofía en todo el mundo. Así comenzó la Edad de Oro para Drakan. Pero los humanos no pudieron ser felices por mucho tiempo y, muy pronto, una sociedad secreta llamada la Unión Oscura (cuyos miembros lucharon por el poder propio en lugar de la igualdad proclamada por los Aliados), se erigió con el fin de destruir a la Orden de la Llama definitivamente. Al final de la Edad de Oro, la Orden fue traicionada por un hombre, del cual nadie se atrevió siquiera a sospechar una traición: ese hombre fue Navaros, un brillante mago de la guerra y un miembro prominente de la Orden, que también era un miembro secreto de la Unión y además su líder auto-coronado, dando comenzó a las Guerras Oscuras.
Las Guerras Oscuras han devastado el mundo de Drakan. Las criaturas malvadas que fueron creadas por la Unión han reemplazado a los animales y las razas menores. Los continentes enteros se quemaron, pero ni la Orden ni la Unión pudieron ganar. Fue entonces cuando Navaros usó su último recurso: torciendo y pervirtiendo el antiguo ritual de la Alianza, devoró el alma de su compañero dragón, Keiross, y se convirtió en una bestia con el poder del dragón y la inteligencia humana. Con esto, el nuevo Navaros era prácticamente invencible, pero un poderoso héroe llamado Herón y su compañero dragón Arokh pudieron enfrentarlo, armados con la Runeblade, una espada rúnica, forjada por la Orden, que poseía mágicos poderes y hecha especialmente para detener a Navaros.
En la última pelea entre la Orden y la Unión, Herón entierra la Runeblade en el pecho de Navaros mientras éste realizaba su último acto de magia oscura; después de esto, cuando el humo se disipó, ambos ejércitos quedaron diezmados, y donde Navaros se había detenido, Heron yacía muerto en un cráter humeante con la Runeblade partida en dos a su lado. Arokh se retiró a una pequeña cueva en lo profundo de las montañas para dormir eternamente. Los dragones restantes pronto siguieron su ejemplo. Las Guerras Oscuras habían terminado y tanto la Orden de la Llama como la Unión Oscura ya no existían.
Después de que terminó la guerra y los dragones se habían retirado del mundo, la vida en Drakan volvió a su estado de anarquía y caos. En este punto, aparecen los Señores del Desierto; una raza alienígena que despreciaba a los humanos y que fueron desterrados de su mundo natal: Sessool, el planeta vecino de Drakan. Sessool era uno de los llamados "Mundos Demoníacos", y esta raza desterrada vio la situación de Drakan como un momento ideal para invadirlo. Pronto organizaron una masiva invasión, esclavizando rápidamente a todo el mundo o simplemente matando a la población humana restante. Además, algunas de las tropas de Navaros, los Wartok y los Grull, se aliaron con los Señores del Desierto asegurando así su triunfo.
Sin embargo, 600 años después, había dos grupos principales de ejércitos en el mundo; aquellos que apoyaban a los Señores del Desierto y aquellos que quedaron de la Unión Oscura de Navaros. Una raza de criaturas humanoides aladas llamadas Succubi decidieron que ya no soportaban a los Señores del Desierto y armaron un plan para librar al mundo de ellos. Sin embargo, necesitaron ayuda y esto implicó el regreso de Navaros desde la grieta en la cual fue arrojado al ser asesinado por la Runeblade del guerrero Heron. Pero ahora Navaros solo poseía una forma espiritual y por lo tanto necesitaba un nuevo cuerpo para habitar, lo que a través de un largo giro de los acontecimientos resultó ser el hermano de Rynn, Delon. Los Succubi, como los Señores del Desierto, también despreciaban a los humanos y a los Dragones (de la Orden) y eran partidarios de la Unión Oscura.
Esta es la historia que sentó las bases para la trama de Drakan: Order of the Flame, donde Rynn, después de encontrar la cueva de Arokh, finalmente lo despertó y posteriormente se unieron. Juntos derrotaron a Navaros pero a costa de la vida de Delon. La continuación, Drakan: The Ancients' Gates sigue la historia anterior y revela más sobre los Señores del Desierto, con el objetivo final de derrotarlos y resurgir nuevamente a la Orden.

## Criaturas
Algunas de las criaturas que se pueden encontrar son las siguientes: 
- Dragones (todas las razas)
- Humanos
- Tropos, Carroñeros y Gigantes
- Orcos (Grulls) y Wartoks, quienes fueron convertidos por la Unión Oscura.
- Muertos vivientes y Gólems: también poseen sus versiones mejoradas, creadas por la Unión Oscura de Navaros y los Señores del Desierto.
- Los demonios, como los Succubi, los Señores del Desierto y los Djinn, que son especies "invasivas" provenientes de Sessool.

## Regiones
El mundo de Drakan posee una gran variedad de regiones: 
- El continente más grande, llamado el Gran Continente, cubre toda una zona central a un lado del mundo.
- También hay una cordillera central que se une de este a oeste; aquí es donde se originó la Orden de la Llama. El pueblo de Rynn y Surdana están situadas en las estribaciones de estas montañas, cerca de la costa oeste.
- El continente sureste, donde se pueden localizar a Alwarren, la guarida Succubi, el Monte Tibor y la Ciudad de Drakan. Posee principalmente un clima tropical y es donde la batalla final contra la Unión Oscura tuvo lugar 600 años antes de que Rynn  naciera.
- El continente del norte, el cual cubre la parte superior del planeta y baja casi hasta el Gran Continente desde el lado oeste. Las islas Andrellian pueden ser encontradas en el corto espacio de mar que hay entre estos dos continentes. Ravenshold está en el extremo sur del continente del norte.